# Endrefalva
Endrefalva est un village et une commune du comitat de Nógrád en Hongrie.